# Siolip (Barumun Tengah)
Siolip is een bestuurslaag in het regentschap Padang Lawas van de provincie Noord-Sumatra, Indonesië. Siolip telt 294 inwoners (volkstelling 2010).